# Torques

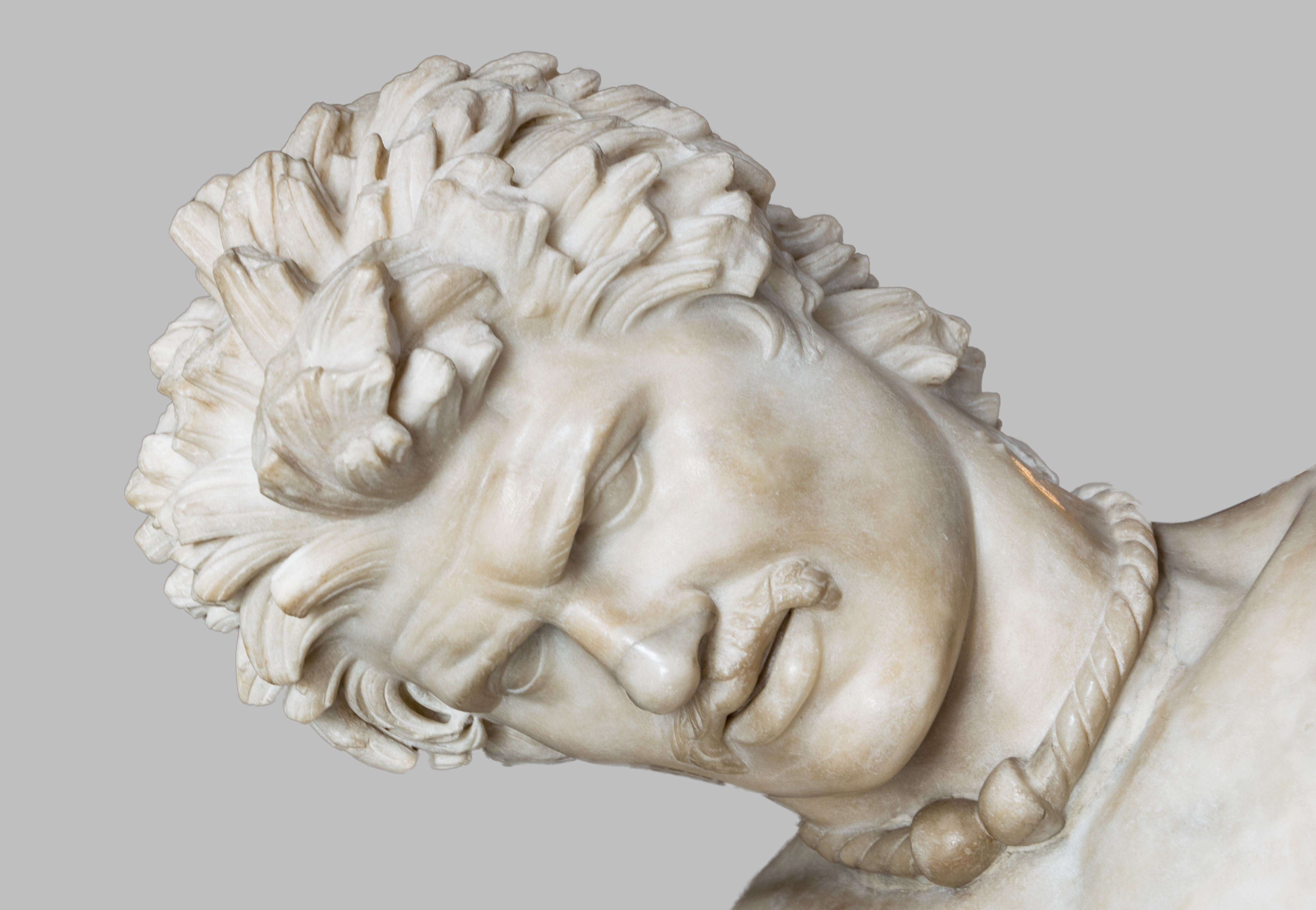
Torques am Hals des Sterbenden Galliers

Goldtorques von Aughrim

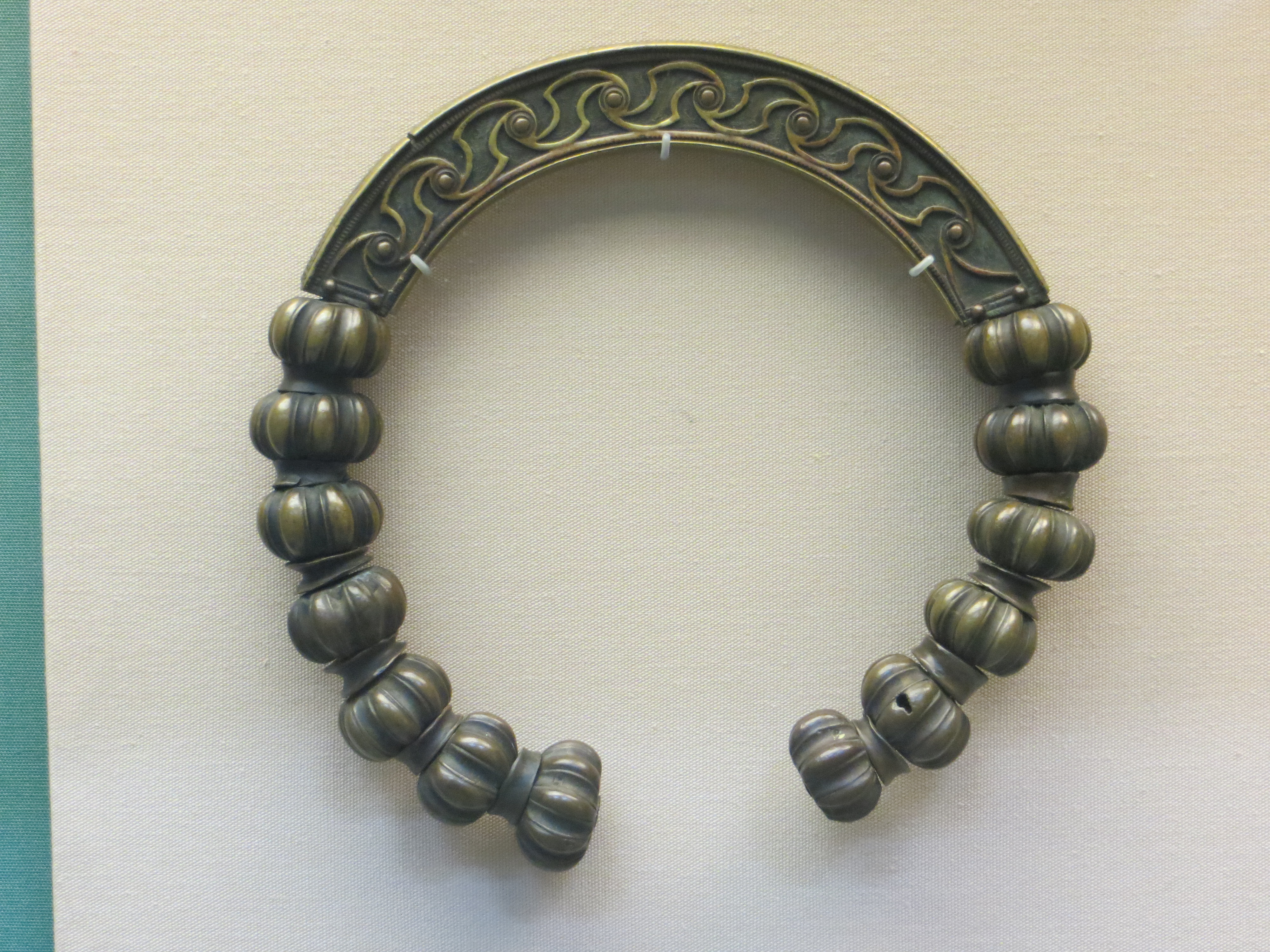
Lochar Moss Torques aus Dumfriesshire

Als Torques oder Torque [tɔʁk:] (englisch Torcs) v. a. in Wortzusammensetzungen (über lateinisch torques/torquis‚ das Gedrehte, der Ringel, von lateinisch torquere, „drehen“, „winden“), wird in der Archäologie ein offener Arm- oder Halsreif bezeichnet, dessen Aussehen häufig einem gedrehten Strick ähnelt und dessen Endstücke oft besonders geformt, als Haken, Puffer (auch Stempelenden genannt), Tierkopf oder Kugel o.a. ausgebildet sein können. Als Torques gilt nur ein offener Reif, nicht aber ein geschlossener Reif.
Torques sind seit der Bronzezeit im Mittleren und Nahen Osten sowie in weiten Teilen Europas verbreitet, ebenso seit dem 1. Jahrtausend v. Chr. in Zentralasien, von wo sie um die Zeitenwende nach Südasien gelangten.
Ein Wendelring ist ein Torques, der durch Torsion eines profilierten vierkantigen Ringstabes gefertigt wurde und als Halsschmuck für Frauen  in Nord- und Mitteleuropa seit der Eisenzeit in Gebrauch war. 

## Beschreibung
Ein Torques ist aus Gold, Silber, Bronze, Eisen oder auch anderen Metallen gefertigt und an den Enden kunstvoll verziert. Er ist für Männer- und Frauengräber belegt, kommt aber auch in Horten vor.

## Name
Der Begriff stammt aus antiken Quellen, wo ein entsprechender Halsreif vielfach erwähnt wird, vor allem – aber nicht nur – in Zusammenhang mit den historischen Kelten.
Aus dem festlandkeltischen *torco- „Torques, keltische Halskette“. Das lateinische Wort torques, torquis „Halskette“, ist eine Anleihe aus dem keltischen, beeinflusst durch das Verb torquere „drehen, winden, umdrehen“. Es ist dasselbe Wort auf inselkeltisch: altirisch torc „Halskette“; walisisch torch „Halskette“. Von der indogermanischen Wurzel *terk- „drehen, winden“, die ursprüngliche Bedeutung von *torko- ist „geflochtene Sache“, die beispielsweise im katalanischen torca „Spinnrocken“, altfranzösisch torce „Strohstopfen“ überlebt hat, und weiter in sanskrit tarku- „Spindel“, griechisch átraktos „Spinnrocken“ (* trk-), tocharisch A tark „Ohrring“ (*torko-).

## Geschichte und Verbreitung

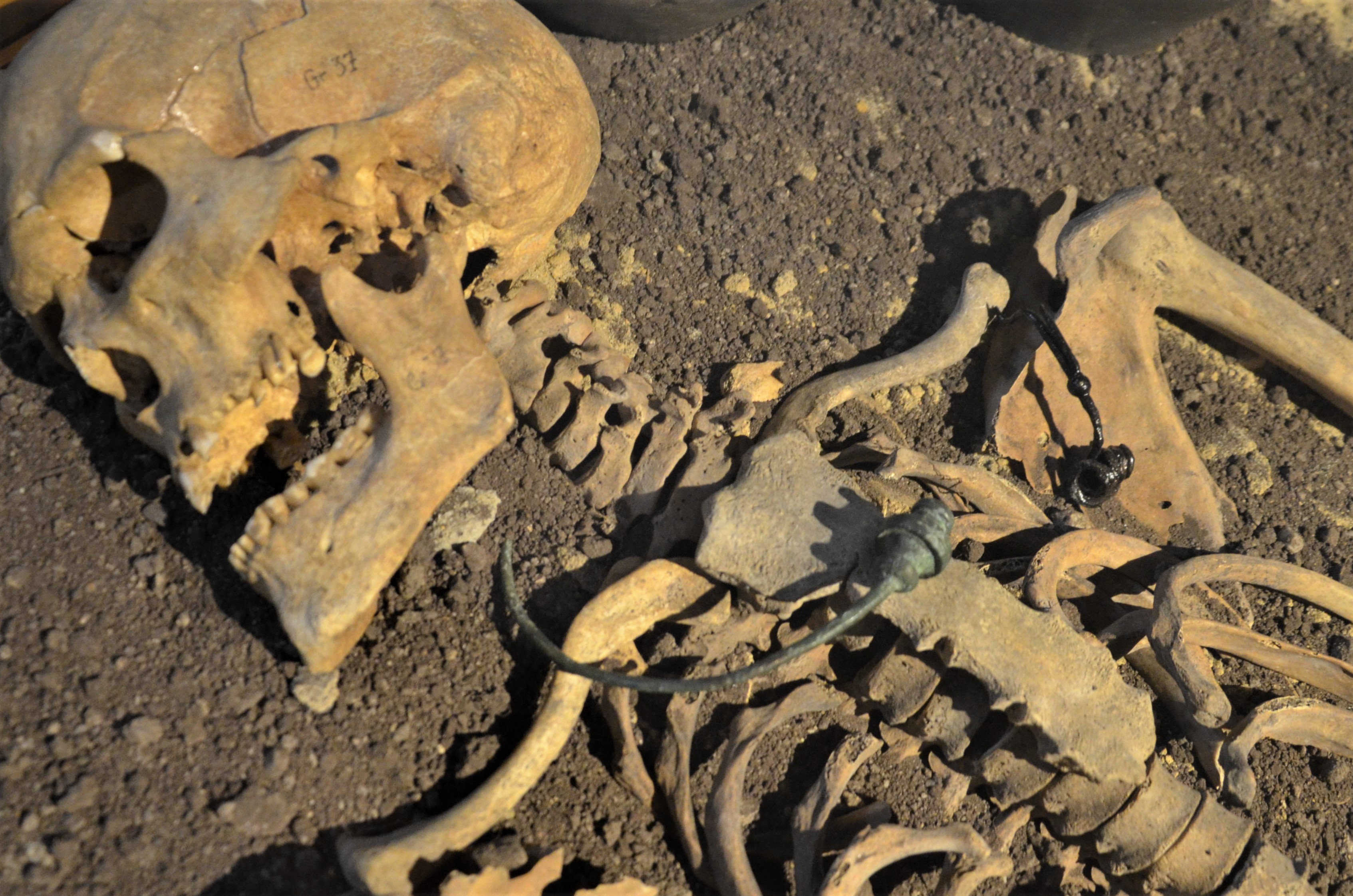
Torques eines keltischen Kriegers, Schlesien

Torques sind seit der Mittleren Bronzezeit (je nach Region ca. 2000 – 1000 v. Chr.) im Nahen Osten und Deutschland (Hügelgräberkultur) weit verbreitet und gut bezeugt.
Ende des 2. Jahrtausends v. Chr. wurden im südlichen Großbritannien und Irland Band-Torques in Form von importierten Bronzen eingeführt.
Band-Torques sind aus einem dünneren Goldstreifen verdrehte Ringe. Neben Bändern wurden auch Rundstäbe verdrillt. Insgesamt 120 Band-Torques sind bisher vor allem in Nordirland gefunden worden.
Sie fanden bei den Skythen (ca. 8. Jhdt. – 3. Jhdt. v. Chr.) (z. B. Kul Oba Grabhügel) und Hunnen weite Verwendung. Aus spät-achämenidischer Epoche (Susa) ist die Nutzung des Torques ebenfalls evident. Bekannt sind auch parthische Halsreifen.
Im Nahen Osten gerieten sie seit der späten Bronzezeit in Vergessenheit. Erst durch Vermittlung skythischer Reitervölker im 1. Jahrtausend v. Chr. tauchen Torques in dieser Region wieder auf und wurden später durch die Perser, Meder und Parther weiter tradiert. Aus mittelalterlichen Münzprägungen Zentralasiens (3.–8. Jhd.) geht hervor, dass der Torques auch Teil der regulären göktürkischen Tracht war.
Der Torques scheint bei den Germanen und Kelten (ca. 600 v. Chr. bis in das 5. Jahrhundert n. Chr.) ein Herrschaftszeichen gewesen zu sein. Neben Schriftquellen zeigt auch die Statue des Sterbenden Galliers die Verwendung des Torques bei den Kelten. Während der keltische Torques im Zuge der Völkerwanderung verschwindet, kamen sie im Norden in der Wikingerzeit wieder in Mode.
Auf der Iberischen Halbinsel finden sich vom Beginn bis zum Ende des 1. Jahrtausend v. Chr. Torques in der Castrokultur.
Er wurde von den Römern als militärische Auszeichnung übernommen.
In der Spätantike wurden römische Kaiser im Rahmen ihrer Erhebung oft mit einem Torques statt mit einem Diadem gekrönt. Ammianus Marcellinus beschrieb die Ausrufung des Julian zum römischen Kaiser im Jahr 360 n. Chr. in Lutetia. Julian wurde zum Augustus ausgerufen, indem er durch eine meuternde Legion nach barbarischer (d. h. keltisch-germanischer) Art mit einem Torques bekrönt auf einen Schild gehoben wurde. Der Gote Godilas gab so im Jahre 518 dem auf einem Schild erhobenen oströmischen Kaiser Justin I. nach germanischer Sitte einen goldenen Wendelring als Zeichen der Macht, bevor er durch den Patriarchen Johannes II. mit dem Diadem gekrönt wurde. Noch im byzantinischen Mittelalter ist diese Praxis bezeugt. Torques wurde bei den Römern auch als Beiname verwendet (Torquatus).
Torques verbreiteten sich im gesamten mediterranen und im arabischen Raum. Sie finden sich auch in skandinavischen, baltischen und slawischen Kulturen bis ins Mittelalter. In Russland wurden Torques bis ins 16. Jahrhundert getragen.
In Zentralasien gehörten goldene Torques im 1. Jahrtausend v. Chr. zu den Grabbeigaben der Saken. Von dort verbreiteten sich Torques nach Südasien, wo in das 1. Jahrhundert v. Chr. oder n. Chr. datierte Exemplare in Taxila, der Hauptstadt des Reiches Gandhara, gefunden wurden. In Indien, vor allem in Rajasthan, sind Torques aus Gold oder Silber als hansali bekannt.

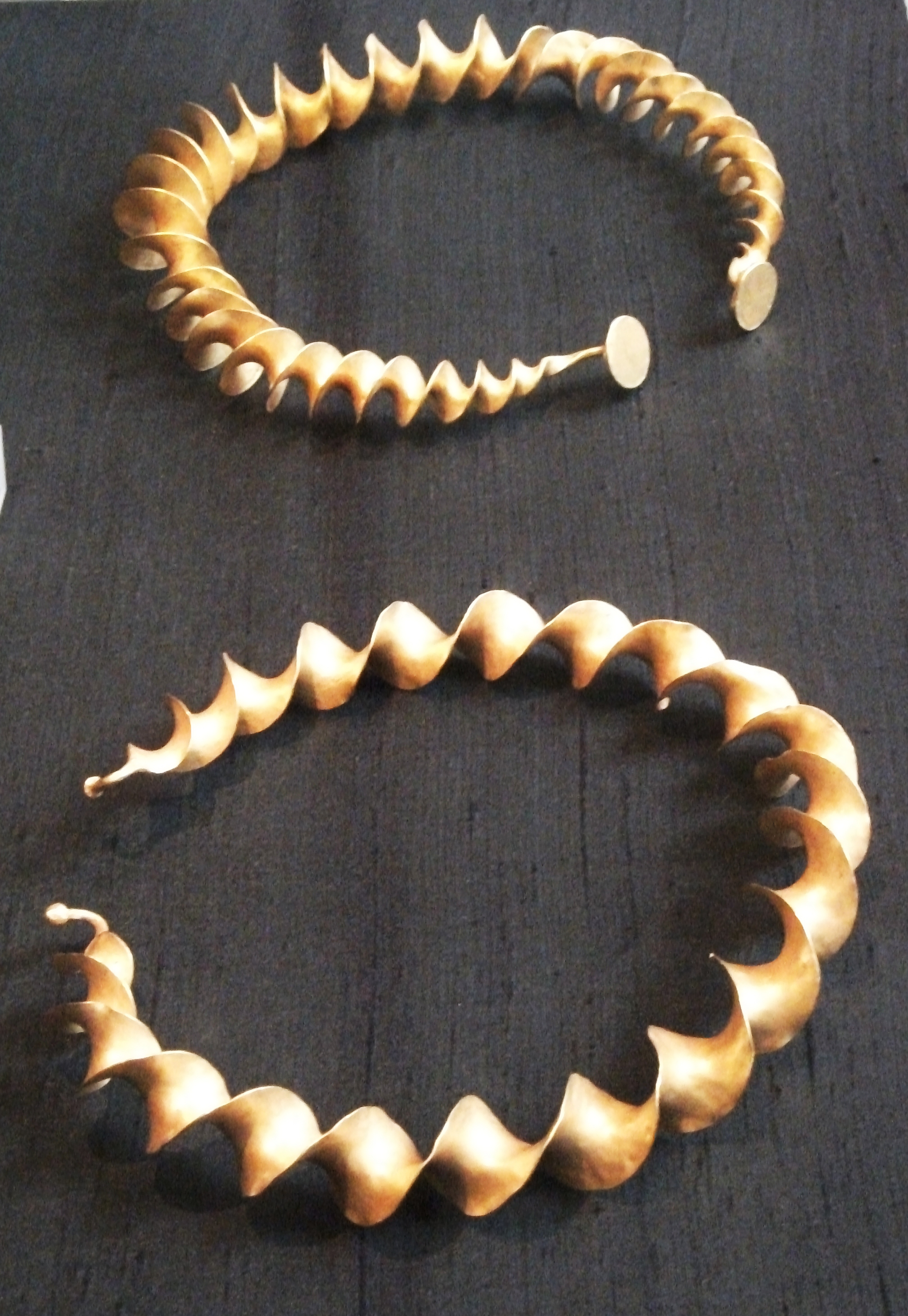
Goldene Band-Torques aus dem Fund von Blair Drummond
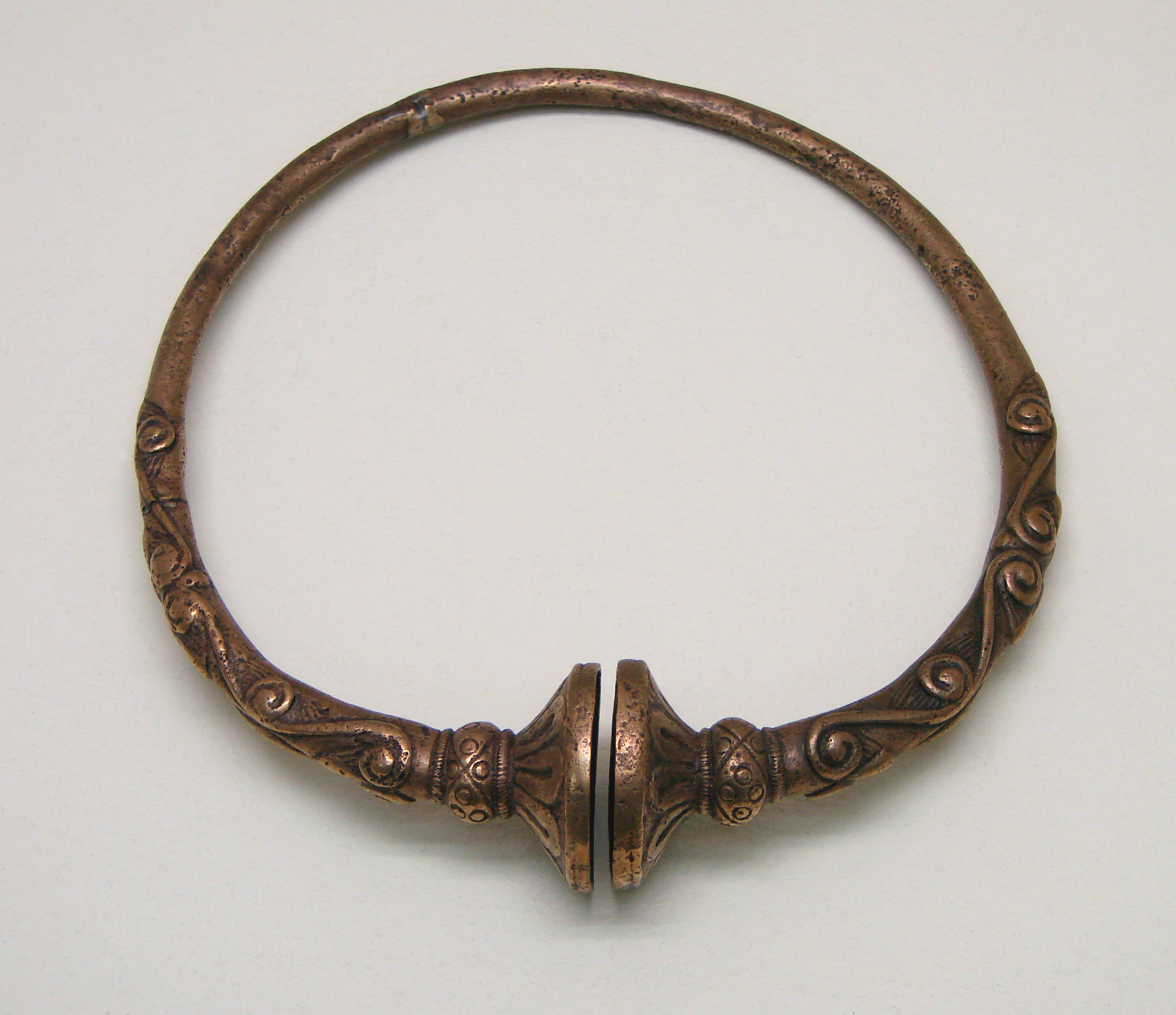
Bronzener Puffer-Torques, von Somme-Suippe im Département Marne, datiert ins 4. Jahrhundert v. Chr.
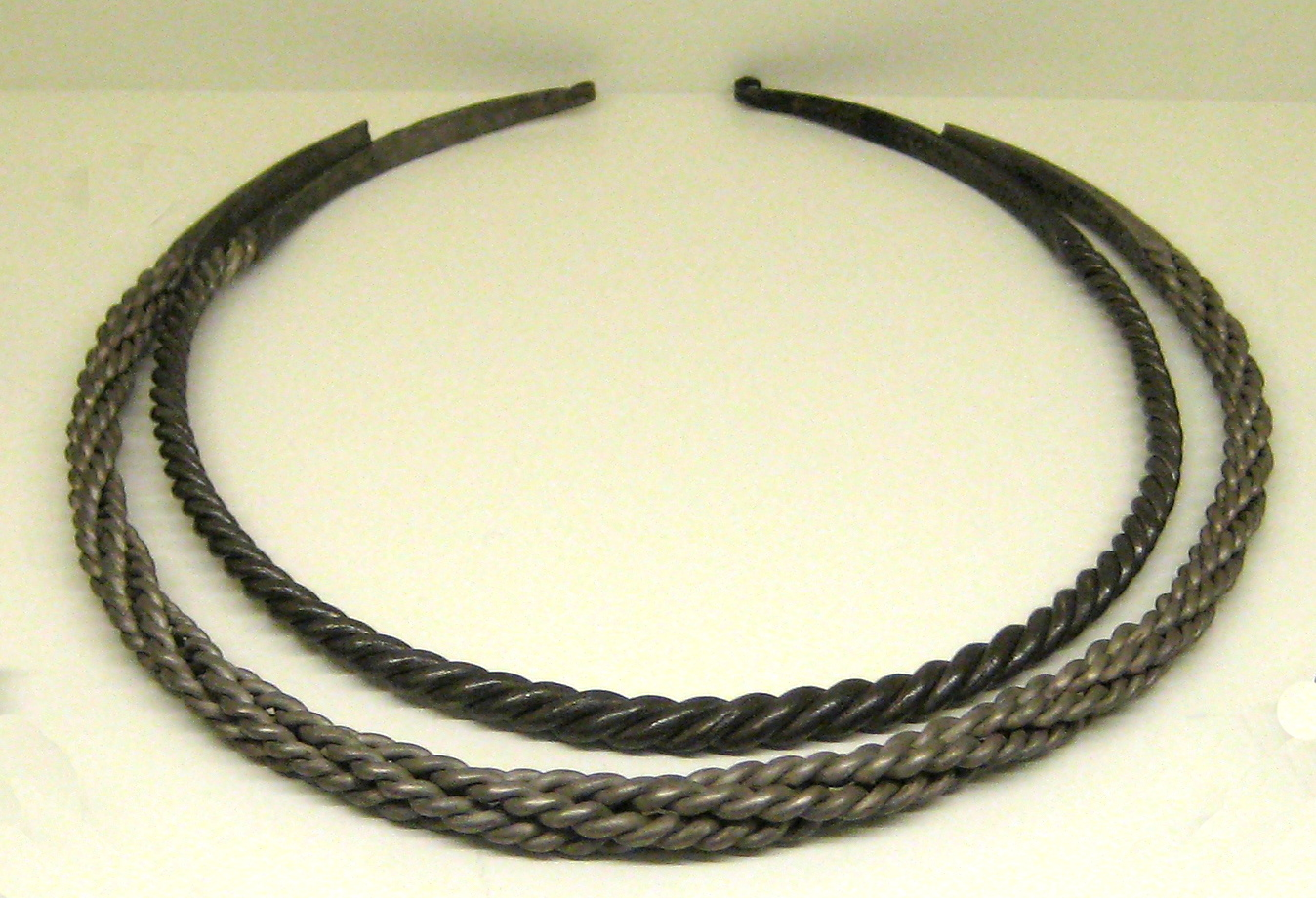
Silberner Torques der Kiewer Rus, 12./13. Jahrhundert
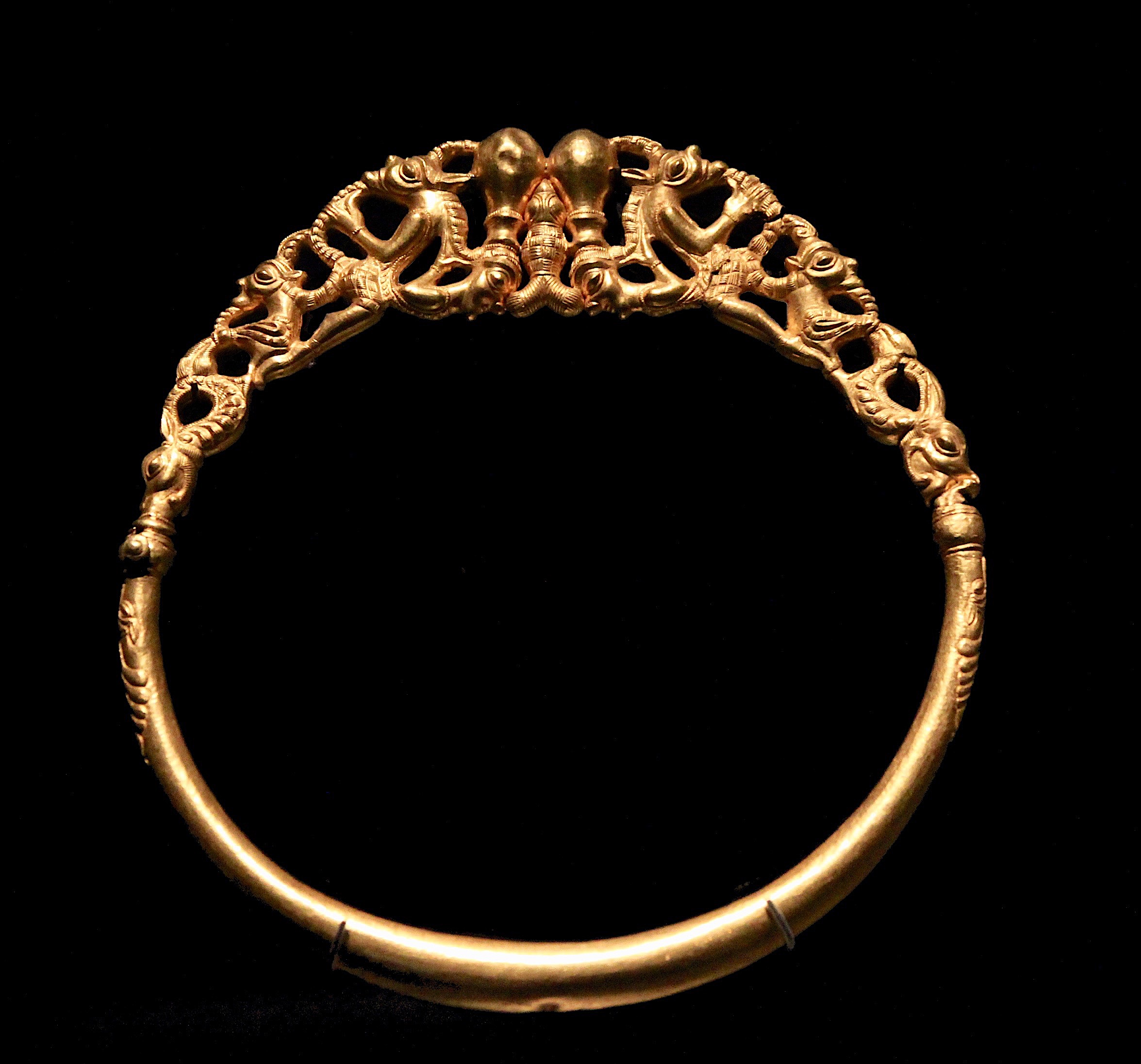
Torques aus dem Goldschatz von Erstfeld, um 300 v. Chr.
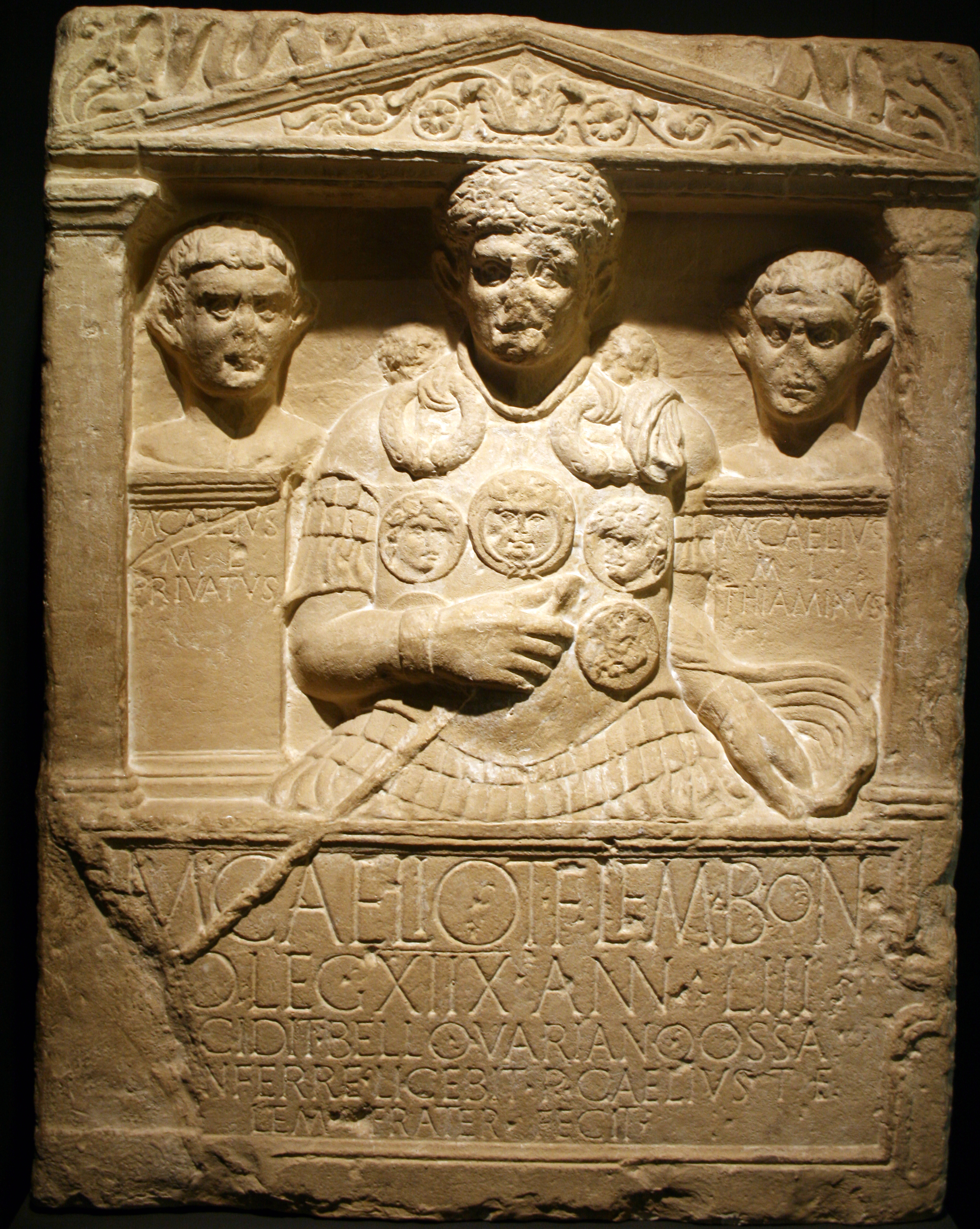
Marcus Caelius mit zwei Torques auf der Brust
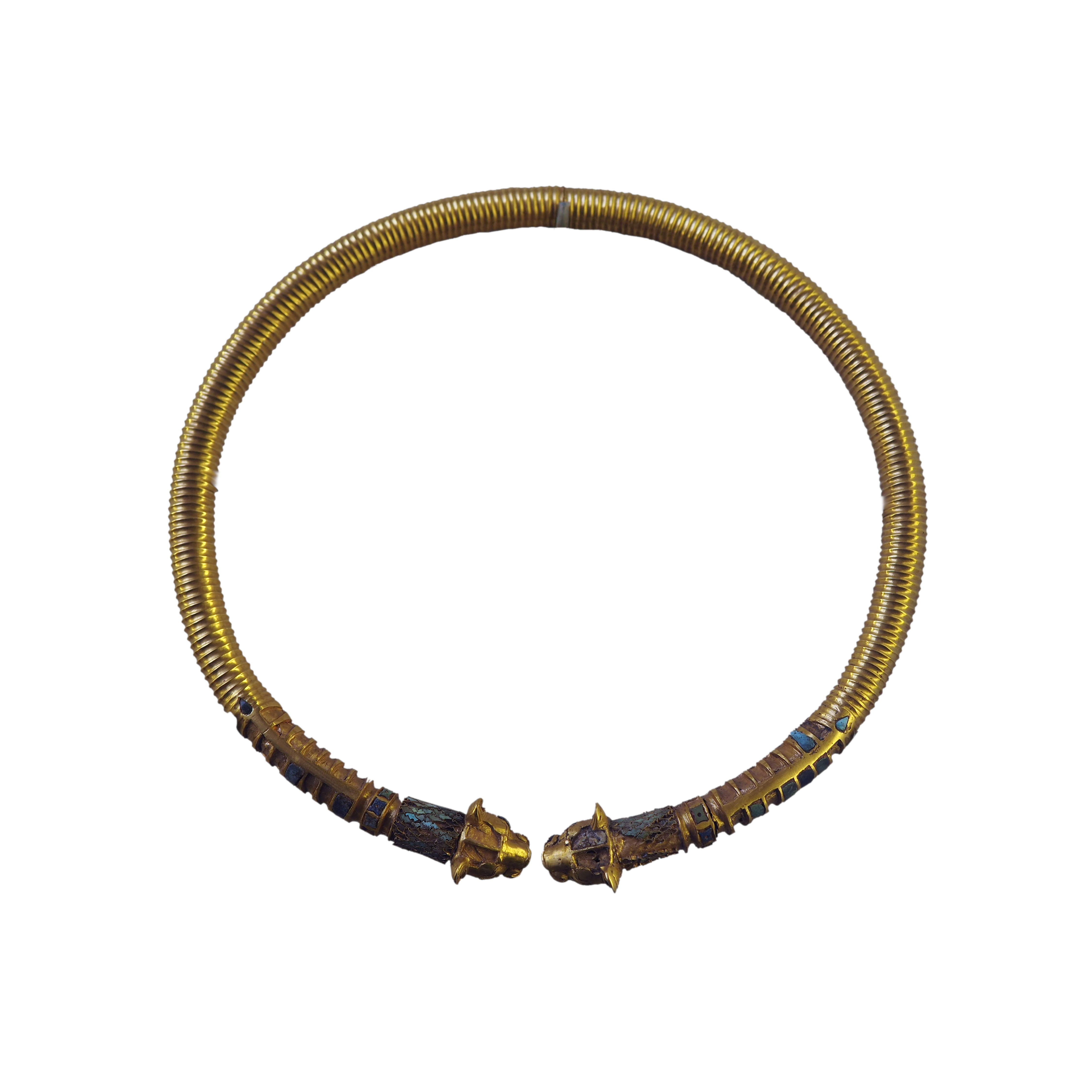
Torque mit Löwenköpfen aus dem achämenidischen Akropolis-Grab von Susa im antiken Perserreich

## Heraldik
Der Torques hat es in der Heraldik auch als gemeine Figur ins Wappen geschafft. Da diese Wappenfigur recht selten ist, hat sich eine besondere Darstellung nicht herausgebildet.
Derzeit ist dieser Reif nur in Gold im Wappen und auch in Flaggen abgebildet. In Deutschland ist es derzeit im Wappen von Holm nachweisbar. Weitere Wappen sind nur aus Frankreich und Spanien (Galicien) bekannt.

Wappen von Holm
Borromäische Ringe – Wayland knot
Wappen von Tournecoupe (Frankreich)

## Beispiele
- Fund von Beringen (Belgien)
- Fund von Blair Drummond (Schottland)
- Hort von Broighter (Nordirland)
- La Tène (Schweiz)
- Leekfrith Torques (England)
- Goldschatz von Erstfeld (Schweiz)
- Halsring von Kalisz (Polen)
- Goldschatz von Niederzier
- Reinheim
- Lochar Moss Torques
- Snettisham-Horte (England)
- Fürstliche Grabstätte von Vix (Frankreich)
- Waldalgesheimer Fürstengrab
- Newark-Torques (England)